# Diocèse de Takamatsu

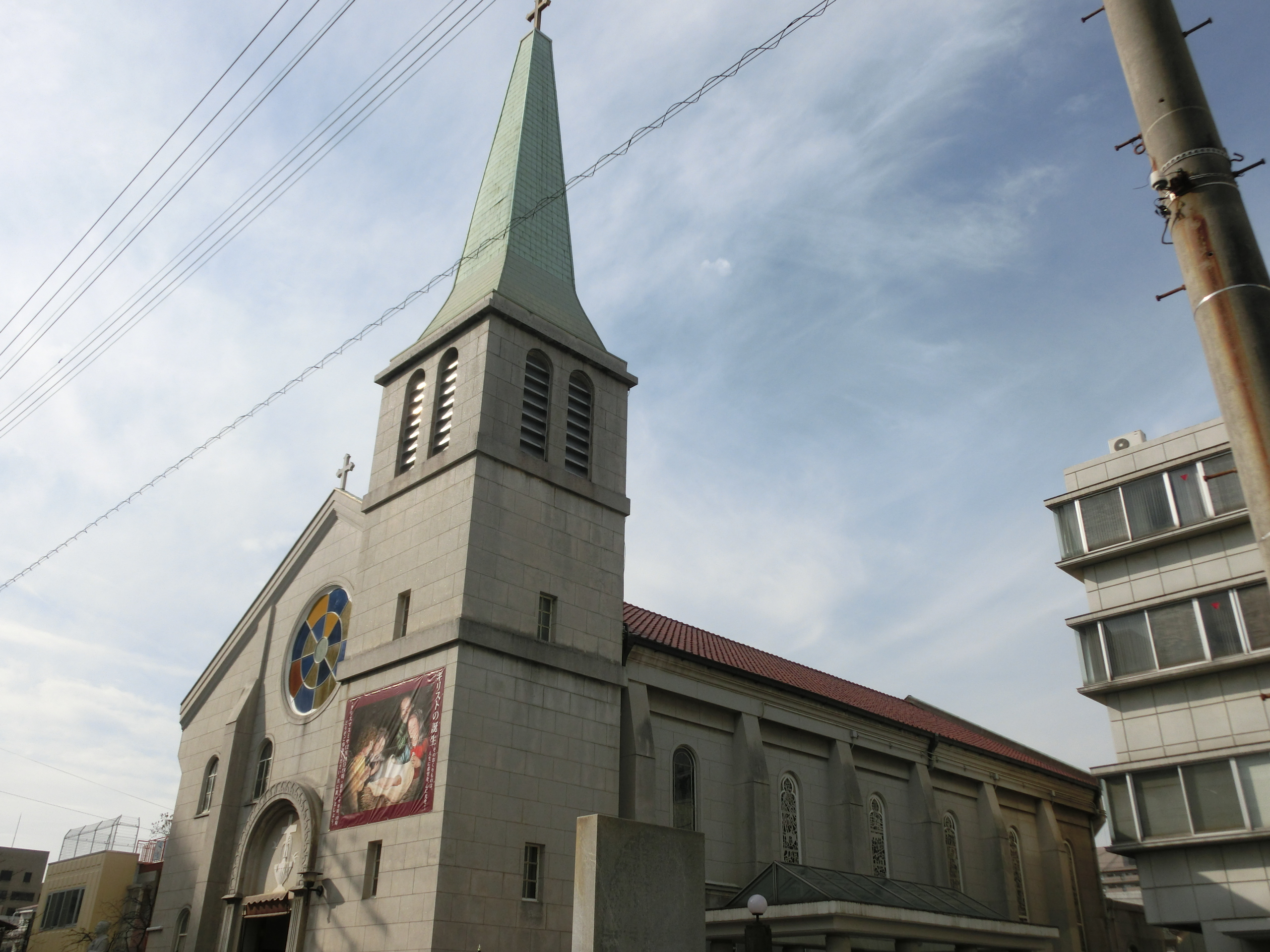
La cathédrale Sakuramachi à Takamatsu, dans la préfecture de Kagawa (Japon).

Le diocèse de Takamatsu est un siège de l'Église catholique au Japon, suffragant de l'archidiocèse d'Osaka. En 2014, il comptait 4 539 baptisés pour 3 991 819 habitants. Il est tenu par Mgr Jean Eijiro Suwa. 

## Territoire
Le diocèse comprend les préfectures d'Ehime, Kagawa, Kochi et de Tokushima, sur l'île de Shikoku.
Le siège épiscopal est à Takamatsu où se trouve la petite cathédrale de l'Assomption de la Bienheureuse Vierge Marie.
Le territoire est subdivisé en 26 paroisses.

## Histoire
La préfecture apostolique de Shikoku est érigée le 27 janvier 1903 par le décret Cum in comitiis de la Propaganda Fide, recevant son territoire de l'archidiocèse d'Osaka.
Le 13 septembre 1963, elle est élevée au rang de diocèse par la bulle Catholicae Ecclesiae de Paul VI, assumant son nom actuel.
Le pape François fusionne le diocèse de Takamatsu avec l'archidiocèse d'Osaka le 15 août 2023, formant ainsi l'archidiocèse d'Osaka-Takamatsu.

## Ordinaires
- Josémaria Àlvarez O.P., 26 février 1904-1931
- Modesto Pérez O.P., 1935-1945
- sede vacante 1945-1963
- Franciscus Xavierus Eikichi Tanaka, 13 septembre 1963-1977
- Joseph Satoshi Fukahori, 13 juillet 1977-14 mai 2004
- Franciscus Xavierus Osamu Mizobe, S.D.B., 14 mai 2004-25 mars 2011
- Johannes Eijiro Suwa, depuis le 25 mars 2011.

## Statistiques
En 2014, le diocèse comptait 4 539 baptisés pour 3 991 819 habitants (0,1%), 37 prêtres dont 27 réguliers, 2 diacres permanents, 27 religieux et 62 religieuses dans 26 paroisses.